# Muspilli

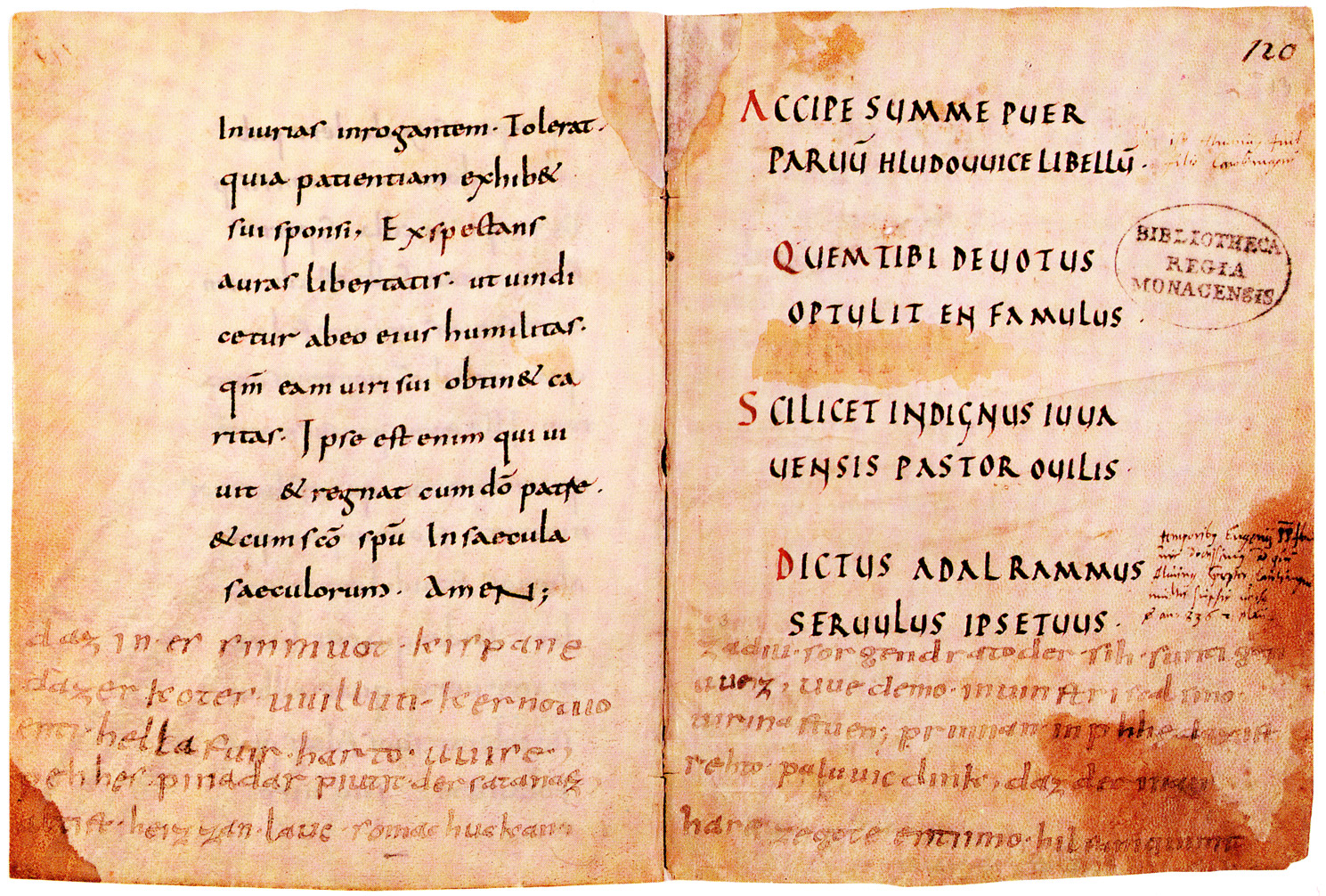
Muspilli skrevs med osäker hand på tomma ytor i en prakthandskrift. Fläckarna orsakades av misslyckade försök på 1800‐talet att öka läsbarheten med kemikalier.

 Dikten Muspilli är ett av de äldsta fornhögtyska språkminnesmärkena. Den nedskrevs på 800‑talet. Dikten är en stavrimad skildring av själens öde efter döden, världens undergång och den yttersta domen. Den finns bevarad i fragment (inledning och avslutning saknas) i klostret Sankt Emmeran i Regensburg.
Den stavrimmade formen är äldre än kristendomens införande i norra europa; forskare har diskuterat i vilken mån diktens formellt kristna innehåll också innehåller återspeglingar av förkristen världsuppfattning och diktning.

## Struktur
Den bevarade delen av Muspilli består av 103 långrader; en långrad är ett par av stavrimmade kortrader. Indelningen i rader finns givetvis inte i det oskickligt skrivna originalet, utan har utförts av utgivare. Innehållet kan sammanfattas sålunda:
| Del I: Den enskilda själens öde              | Del I: Den enskilda själens öde             | Del I: Den enskilda själens öde                                    |
| -------------------------------------------- | ------------------------------------------- | ------------------------------------------------------------------ |
| 1–5                                          | Änglars och djävlars kamp om själen         |                                                                    |
| 6–10                                         | Om det hotande helvetet                     |                                                                    |
| 11–17                                        | Om den hägrande himmelen                    |                                                                    |
| 18–30                                        | Förmaning och helvetesvarning               |                                                                    |
| Del II: Världsalltets öde och yttersta domen |                                             |                                                                    |
| 31–36                                        | Budet om domen                              |                                                                    |
| 37–62                                        | Elie kamp med Antikrist och världsbranden   | Elie kamp med Antikrist och världsbranden                          |
|                                              | 37–47                                       | Enligt de ”världsligt rättskunniga” segrar Elias                   |
|                                              | 48–62                                       | Enligt ”gudsmännen” såras Elias och hans blod tänder världsbranden |
| 63–72                                        | Varning mot ocker och domares besticklighet |                                                                    |
| 73–103                                       | Yttersta domen                              |                                                                    |

Raderna 37–62 har urskiljts som en ursprungligen självständig dikt (”Muspilli II”) på formella och innehållsliga grunder. Avsnittet skildrar ett envig mellan mytologiserade gestalter och en Ragnaraksliknande världsundergång.

## Text‐ och utgivningshistoria
Dikten återfinns blott i en handskrift. En oskolad hand har skrivit dikten på tomma sidor och i marginalerna i en latinskspråkig handskrift med religiöst innehåll. Handskriften har givits som gåva till Karl den stores sonson, Ludvig den tyske. Muspilli har lagts till i handskriften i andra hälften av 800‑talet. Hypotesen att Ludvig själv förde pennan har framkastats. Början och slutet fattas, kanske på grund av att handskriften bundits om.
I likhet med många andra verk som vi uppfattar som omistligt forntida och medeltida kulturarv (Nibelungenlied, Rökstenen) låg Muspilli obemärkt i århundraden fram till nyare tiders romantiska forntidsintressse. År 1832 utgavs dikten av Johann Andreas Schmeller. Han valde namnet Muspilli efter ett gåtfullt ord i texten, som har motsvarigheter i fornnordisk litteratur – i poetiska eddan och i Snorraeddan – i formen Múspell.
Den utgavs ånyo av Paul Piper i Zeitschrift für deutsche Philologie (band 15 och 70) och 1894 av Gotthold Bötticher, som också översatte texten.

## Tolkningar
Den förste utgivarens titelval betingades uppenbarligen av en romantisk strävan att knyta verket till den germanska forntiden. Äldre forskning såg i diktens skildring av Elie och Antikrists envig och av världsbranden hednisk‑germanska drag besläktade med nordisk mytologi, särskilt kosmologin i den nordiska mytologins huvudkälla Valans spådom. Nutida konsensus är att Muspilli återger kyrkliga föreställningar i germansk framställningsform.